# Arnhems
Het Arnhems is het traditionele stadsdialect van Arnhem.

## Classificatie
Samen met onder meer het Nijmeegs wordt het Arnhems vaak gerekend tot het Zuid-Gelders, dat op zijn beurt een ondervorm is van het Nederfrankisch, meer specifiek de zuidelijk-centrale groep hiervan. 

## Kenmerken
Het Arnhemse dialect vertoont zeer veel overeenkomsten met het Nijmeegs. Het belangrijkste verschil is dat in het Arnhems geen verstemlozing van de fricatieven v en z optreedt, zoals in het Nijmeegs wel het geval is.
De belangrijkste kenmerken van het Arnhems zijn verder:
- Verkleinwoorden worden gevormd met behulp van het achtervoegsel -(s)ke, waarbij tevens verandering van de klinker in het grondwoord (umlaut) optreedt t.o.v. hetzelfde woord in het Standaardnederlands: jungske (jongetje), snupkes (snoepjes). Een opvallend verschil met het Nijmeegs is dat de omgevormde klinkers in het Arnhems niet ook nog verkort worden; het Arnhemse woord voor "knoopjes" is daarom bijv. kneupkes, terwijl het Nijmeegs hiervoor knupkes heeft.
- ui wordt in het Arnhems uu: uutsuuke (uitzoeken)
- ij wordt in het Arnhems ie: tiet (tijd)
- aa voor r wordt in het Arnhems  oeur: doeur (daar)
- aa wordt in het Arnhems in andere gevallen ao: straot (straat)
- a voor r wordt in het Arnhems è: èrmuujege (armoedige)
- oo wordt in het Arnhems eu; deur (door)
- ou wordt in het Arnhems ǒ: vrǒwe (vrouwen), hǒwe (houden)
- oe wordt in het Arnhems uu: benuump (benoemd)
- o voor r wordt in het Arnhems ö
- -t verdwijnt aan het einde van woorden; gewis (geweest), gezich (gezicht)

## Status
Het is onbekend of en, zo ja, in welke mate het Arnhems tegenwoordig nog wordt gesproken, omdat er geen recente onderzoeken naar dit dialect zijn gedaan. Uit de opname voor Arnhem in de Reeks Nederlandse Dialectatlassen van rond 1950 blijkt dat in de Arnhemse binnenstad het "echte" dialect toen nog werd gesproken, terwijl in de wijk Klarendal afwijkende vormen voorkwamen, zoals klaoë(r) in plaats van kloeur en jao(r) in plaats van joeur.   
Er zijn diverse aanwijzingen dat de Arnhemse stadstaal sneller verdwijnt, dan wel al eerder is verdwenen dan voor het Nijmeegs het geval is. Al in 1874 merkte de dialectoloog Johan Winkler op dat de dialecten van Gelderland "hoe langer hoe meer modern-hollandsch" werden en dat dit met name gold voor de Gelderse hoofdstad, Arnhem.     